# Michael Czerny

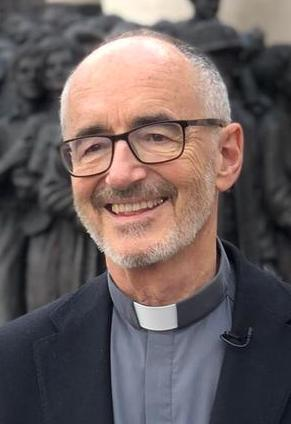
Michael F. Kardinal Czerny vor der Skulptur Angels Unawares (2019)

Kardinalswappen von Michael Czerny

Michael F. Kardinal Czerny SJ (* 18. Juli 1946 in Brünn, Tschechoslowakei) ist ein kanadischer römisch-katholischer Ordensgeistlicher. In Kanada, Lateinamerika, Afrika und Rom setzte er sich für die Soziallehre der Kirche und soziale Gerechtigkeit ein. Seit 2010 ist er an der römischen Kurie tätig, seit 2019 als Kurienkardinal.

## Leben
In der Nazizeit starb seine Großmutter mütterlicherseits in Auschwitz, seine Mutter Winifred Hayek Czerny war im KZ Theresienstadt interniert. Da sein Vater Egon Czerny es ablehnte, sich von seiner Frau zu trennen, als sie in Theresienstadt war, musste er die letzten acht Monate des Kriegs Zwangsarbeit in einem Lager in Postoloprty leisten.
1948 emigrierten seine Eltern mit ihm als Kleinkind und dem neugeborenen Bruder nach Kanada. Nach dem Abschluss der Loyola High School in Montreal trat er am 14. August 1964 in den Jesuitenorden ein. Am 9. Juni 1973 wurde er in der damaligen Oberkanadischen Provinz der Jesuiten (heute Kanadische Provinz) zum Priester geweiht. 1978 wurde er von der University of Chicago mit einer Dissertation über Ludwig Feuerbach und Karl Marx promoviert.
1979 gründete Michael Czerny in Toronto das Zentrum für Glaube und Soziale Gerechtigkeit, dessen Direktor er bis 1989 war. Anschließend wurde er Vizerektor der Universidad Centroamericana “José Simeón Cañas” in San Salvador und Direktor des angegliederten Instituts für Menschenrechte (Instituto de Derechos Humanos – IDHUCA).
Von 1992 bis 2002 war Czerny an der Generalkurie der Jesuiten in Rom als Sekretär für Soziale Gerechtigkeit tätig. Im Jahr 2002 gründete er das African Jesuit AIDS Network und leitete es bis 2010. In diesen acht Jahren initiierte und koordinierte er die Arbeit von Jesuiten und anderen in fast dreißig Ländern des subsaharischen Afrika in Pastoral, Erziehung, Gesundheitsdienst sowie sozialer und geistlicher Unterstützung und gegen die soziale Stigmatisierung von Opfern von HIV/AIDS. Während dieser Zeit lehrte Michael Czerny auch am Hekima University College der Katholischen Universität in Nairobi. 2009 verwies er auf die Erfahrung, dass in Afrika Kondome zur Prävention von HIV meist unwirksam seien, trotz ihres Erfolgs „außerhalb von Afrika und bei identifizierbaren Subgruppen (zum Beispiel Prostituierten oder schwulen Männern)“.
Von 2010 bis 2016 arbeitete er in Rom im Päpstlicher Rat für Gerechtigkeit und Frieden als persönlicher Assistent von Kardinal Peter Turkson. 2015 wies er darauf hin, dass die „Limitationen und Fragmentierungen“ der kirchlichen Struktur im Amazonasgebiet es der Kirche erschweren, sich für die Rechte der indigenen Völker und die Bewahrung der Schöpfung einzusetzen. Diese Fragmentierung soll durch das 2014 gegründete Amazonas-Netzwerk Red Eclesial Panamazónica (REPAM) überwunden werden.
Am 14. Dezember 2016 ernannte ihn Papst Franziskus mit Wirkung zum 1. Januar 2017 zum Untersekretär der Abteilung für Migranten und Flüchtlinge des Dikasterium für die ganzheitliche Entwicklung des Menschen. Es wurde zusammen mit Fabio Baggio benannt.
2016 beauftragte er Timothy Schmalz mit der Erstellung der Skulptur Angels Unawares, die ein Boot mit Migranten und Flüchtlingen zeigt, die Kleidung tragen, die sie mit einer Vielzahl von Kulturen und Zeiträumen identifiziert. Es wurde 2019 auf dem Petersplatz im Vatikan eingeweiht.
Papst Franziskus ernannte ihn zum stimmberechtigten Mitglied der 2018 in Rom tagenden Bischofssynode über Jugend, Glaube und Berufungsunterscheidung. Im Oktober 2018 erklärte er, die Rhetorik zur Beschreibung von Migration und Flüchtlingsbewegungen sei irreführend.
Am 4. Mai 2019 ernannte ihn Papst Franziskus als einen von zwei Sonder-Sekretären für die im Oktober 2019 tagende Bischofssynode für Amazonien. In der Pressekonferenz, welche das Abschlussdokument der Synode vorstellte, sagte er, die Kirche müsse lernen, kulturelle Differenzen zu respektieren: „Nicht anzunehmen, dass der Weg, wie ich ihn gehe oder wie wir ihn gehen, definitiv ist, ist die Norm und die Weise, wie es sein soll. Unterschiede müssen anerkannt werden.“
Am 1. September 2019 gab Papst Franziskus bekannt, ihn im Konsistorium vom 5. Oktober 2019 als Kardinaldiakon in das Kardinalskollegium aufnehmen zu wollen. Im selben Monat wurde er zum Titularerzbischof pro hac vice von Beneventum ernannt. Die Bischofsweihe spendete ihm der Papst persönlich am Vortag der Kardinalskreierung. Mitkonsekratoren waren Kardinalstaatssekretär Pietro Parolin und der Kardinalpräfekt des Dikasteriums für die ganzheitliche Entwicklung des Menschen, Peter Turkson. Bei der Kardinalskreierung wies ihm der Papst am 5. Oktober 2019 die Titeldiakonie San Michele Arcangelo a Pietralata zu. Die Besitzergreifung seiner Titeldiakonie fand am 19. Januar des folgenden Jahres statt. Sein Wappen besteht aus einer grünen Wiese, die an die Enzyklika Laudato si’ von Papst Franziskus erinnert, einem goldenen Boot mit einer vierköpfigen Flüchtlingsfamilie, dem Siegel der Gesellschaft Jesu und dem Wort „suscipe“. Das Pektorale des italienischen Künstlers Domenico Pellegrino besteht aus den Überresten eines Bootes, mit dem Migranten das Mittelmeer überqueren und die italienische Insel Lampedusa erreichen.
Am 21. Februar 2020 ernannte ihn Papst Franziskus zum Mitglied der Kongregation für die Evangelisierung der Völker und am 8. Juli desselben Jahres zudem zum Mitglied des Päpstlichen Rates für den Interreligiösen Dialog. Czerny wurde im Juni 2021 zum Mitglied der Jury für den Zayed Award for Human Fraternity (Zayed-Preis für menschliche Geschwisterlichkeit) ernannt.
Fünf Jahre nach der Errichtung des Dikasteriums für die ganzheitliche Entwicklung des Menschen und nach einer im Sommer 2021 erfolgten Evaluierung ordnete Papst Franziskus die Leitung der Behörde mit Wirkung vom 1. Januar 2022 neu. Zu diesem Zeitpunkt wurde Peter Kardinal Turkson als Präfekt verabschiedet und „ad interim“ durch den bisherigen Untersekretär Czerny ersetzt. Am 23. April desselben Jahres wurde Kardinal Czerny von Franziskus zum Präfekten des Dikasteriums ernannt.
Czerny ist seit dem 1. Januar 2022 zudem Präsident der COVID-19 Kommission des Vatikans, die sich mit den sozioökonomischen Herausforderungen der Zukunft der COVID-19-Pandemie befasst.
Nach dem russischen Einmarsch in der Ukraine im März 2022 wurde Kardinal Michael Czerny von Papst Franziskus mit humanitärer Hilfe in die Ukraine geschickt; er wurde begleitet von Kardinal Konrad Krajewski, dem Leiter der Apostolischen Almosenverwaltung. Diese Mission, die mehrere Reisen umfasste, wurde als ein höchst ungewöhnlicher Schritt der vatikanischen Diplomatie angesehen.

## Schriften
- Feuerbach the teacher and Marx the prophet. An introduction to religion. Thesis (Ph. D.), University of Chicago 1978.

## Auszeichnungen
2024: Klaus-Hemmerle-Preis für seinen „unermüdlichen Einsatz für die Würde des Menschen und die Menschenrechte“.